# Stare de urgență

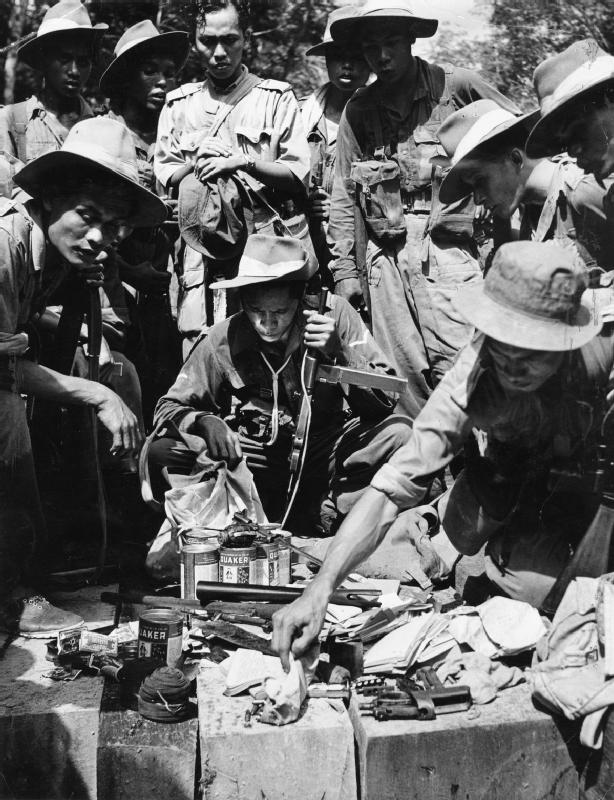
Membrii Regimentului Regal Malaez din timpul situației de urgență malaeziană din 1949, inspectează echipamentele capturate într-un atac.

Starea de urgență este o declarație guvernamentală care poate modifica funcționarea normală a anumitor instituții legislative, executive sau judecătorești. Asemenea declarații au loc de obicei în timpul, pandemiilor, dezastrelor naturale, după o declarație de război sau în perioade de revolte populare. Astfel de declarații îi avertizează pe cetățeni să își schimbe comportamentul normal și ordonează agențiilor guvernamentale să pună în aplicare planuri de urgență. Justitium este echivalentul său în dreptul roman - concept în care senatul ar putea propune un decret final (senatus consultum ultimum) care nu a fost supus unei dispute.
Stările de urgență pot fi, de asemenea, utilizate ca motiv sau pretext pentru suspendarea drepturilor și libertăților garantate în conformitate cu constituția sau legea de bază a unei țări. Procedura și legalitatea acestei proceduri variază în funcție de țară.

## Relația cu dreptul internațional
În conformitate cu dreptul internațional, drepturile și libertățile pot fi suspendate în timpul unei situații de urgență; de exemplu, un guvern poate reține persoane și le poate reține fără proces. Toate drepturile de la care pot fi derogate sunt enumerate în Pactul internațional pentru drepturile civile și politice (ICCPR). Drepturile care nu sunt derogabile nu pot fi suspendate. Drepturile care nu sunt derogabile sunt enumerate la articolul 4 din ICCPR; acestea includ dreptul la viață, dreptul la libertate de la  arestarea arbitrară, sclavie, tortură și maltratare.
Unele țări au făcut ilegală modificarea legii de urgență sau a constituției în perioada de urgență; alte țări au libertatea de a modifica orice legislație sau cadre constituționale bazate pe drepturi în orice moment în care legislativul alege să facă acest lucru. Constituțiile sunt contracte între guvern și persoanele private din țara respectivă. Pactul internațional pentru drepturile civile și politice (ICCPR) este un document de drept internațional semnat și ratificat de state. Prin urmare, Pactul se aplică numai persoanelor care acționează într-o calitate oficială, nu persoanelor private. Cu toate acestea, se estimează că statele părți la Pact o vor integra în legislația națională. Starea de urgență (în cadrul ICCPR) trebuie declarată public, iar secretarul general al Organizației Națiunilor Unite și toate celelalte state părți la Pact trebuie notificate imediat, pentru a declara motivul situației de urgență, data la care urgența este să înceapă, derogările care pot avea loc, cu intervalul de timp al situației de urgență și data la care se preconizează finalizarea urgenței. Deși acesta este un protocol comun prevăzut de ICCPR, Comitetul său de monitorizare a experților nu are nicio putere de sancțiune și, prin urmare, recomandările sale nu sunt întotdeauna respectate cu strictețe; punerea în aplicare este, prin urmare, mai bine reglementată de Convențiile și instanțele americane și europene privind drepturile omului.

## În România
Starea de urgență reprezintă ansamblul de măsuri excepționale de natură politică, economică și de ordine publică, aplicabile pe întreg teritoriul țării sau în unele unități administrativ-teritoriale, care se instituie în următoarele situații:
a) existența unor pericole grave actuale sau iminente privind securitatea națională ori funcționarea democrației constituționale;
b) iminența producerii ori producerea unor calamități care fac necesară prevenirea, limitarea sau înlăturarea, după caz, a urmărilor unor dezastre.
În conformitate cu art. 93 (1) din Constituția României, președintele României instituie, potrivit legii, starea de asediu sau starea de urgență, în întreaga țară ori în unele localități, și solicită Parlamentului încuviințarea măsurii adoptate, în cel mult 5 zile de la luarea acesteia.
Pe durata stării de urgență sunt interzise:
a) limitarea dreptului la viață, cu excepția cazurilor când decesul este rezultatul unor acte licite de război;
b) tortura și pedepsele ori tratamentele inumane sau degradante;
c) condamnarea pentru infracțiuni neprevăzute ca atare, potrivit dreptului național sau internațional;
d) restrângerea accesului liber la justiție.

### Istorie
Președintele Klaus Iohannis a anunțat, sâmbătă 14 martie 2020, că România va intra în stare de urgență începând de luni, 16 martie 2020 pe motiv de pandemie de COVID-19. prin decretul nr. 195/16.03.2020. Aceasta a fost prima stare de urgență instaurată în Romania în perioada de după mineriada din 1999. Începând cu data de 15 aprilie 2020, președintele Klaus Iohannis prelungește cu 30 de zile starea de urgență pe întreg teritoriul României, instituită prin Decretul nr.195/2020, publicat în Monitorul Oficial al României, Partea I, nr. 212 din 16 martie 2020.

## În Republica Moldova
Starea de urgență reprezintă un ansamblu de măsuri cu caracter politic, economic, social și de menținere a ordinii publice, care se instituie provizoriu în unele localități sau pe întreg teritoriul țării în caz de:
a) iminență a declanșării sau declanșare a unor situații excepționale cu caracter natural, tehnogen sau biologico-social, ceea ce face necesară prevenirea, diminuarea și lichidarea consecințelor acestora;
b) existență a unui pericol pentru securitatea națională sau ordinea constituțională, ceea ce face necesară apărarea statului de drept, menținerea sau restabilirea stării de legalitate.
Starea de urgență se declară prin hotărâre a Parlamentului. În funcție de evoluția situației, Parlamentul poate prelungi durata stării de urgență sau de asediu, poate extinde sau restrânge aria de acțiune a stării de urgență.

### Istorie
Pe 16 martie 2020, Guvernul Republicii Moldova a cerut Parlamentului instituirea stării de urgență pentru 60 de zile pe motiv de pandemie de COVID-19. Starea de urgență a fost instituită din 17 martie 2020 până pe 15 mai 2020.
Pe 24 februarie 2022, Parlamentul Republicii Moldova a votat stare de urgență pe o perioadă de 60 de zile. Această stare de urgență a fost instituită din cauza Invaziei Rusiei în Ucraina.